# Ruczaj (Ruciane-Nida)
Ruczaj [ˈrut͡ʂai̯] ist ein kleiner Ort in der polnischen Woiwodschaft Ermland-Masuren. Er gehört zur Gmina Ruciane-Nida (Stadt- und Landgemeinde Rzdczanny/Niedersee-Nieden) im Powiat Piski (Kreis Johannisburg).
Der Weiler (polnisch Osada) Ruczaj liegt am gleichnamigen Flüsschen Ruczaj, das wenige Kilometer später bei Karwica (deutsch Kurwien) in den Niedersee (polnisch Jezioro Nidzkie) einfließt. Bis zur Kreisstadt Pisz (Johannisburg) sind es 24 Kilometer in nordöstlicher Richtung.
Über die Gründung und Geschichte der zum Ortsgebiet von Karwica gehörenden Siedlung ist nichts bekannt, ebenso nicht über einen etwaigen deutschen Namen aus der Zeit vor 1945. Ruczaj ist eine Ortschaft im Verbund der Stadt- und Landgemeinde Ruciane-Nida im Powiat Piski, seit 1999 zur Woiwodschaft Ermland-Masuren, vorher zur Woiwodschaft Suwałki zugehörig.
Kirchlich ist Ruczaj evangelischerseits in die Pfarrei Pisz in der Diözese Masuren der Evangelisch-Augsburgischen Kirche in Polen eingebunden, katholischerseits gehört es zur  Kirche in Karwica im Bistum Ełk der polnischen katholischen Kirche.
Ruczaj liegt an einer Nebenstraße, die die Landesstraße 59 mit Karwica verbindet. Bahnanschluss besteht über die Station Karwica Mazurska an der Bahnstrecke Olsztyn–Ełk (deutsch Allenstein–Lyck).